# Невирнец
Невирнец (рум. Năvîrneț) — село у Фалештському районі Молдови. Утворює окрему комуну.

## Населення
За даними перепису населення 2004 року у селі проживали 2750 осіб.
Національний склад населення села:
| Національність       | Кількість осіб | Відсоток   |
| -------------------- | -------------- | ---------- |
| молдавани румуни     | 2704 19        | 98,3% 0,7% |
| українці             | 17             | 0,6%       |
| росіяни              | 5              | 0,2%       |
| гагаузи              | 1              | < 0,1%     |
| інша / без відповіді | 4              | 0,1%       |
| Всього               | 2750           | 100%       |

## Відомі люди
- Георге Богю — молдовський футболіст